# Гречаник Віктор Васильович
Ві́ктор Васи́льович Греча́ник (27 березня 1929, Городещина — 3 серпня 2014, Київ) — український скульптор; член Спілки радянських художників України з 1960 року. Батько скульптора Ігора Гречаника.

## Життєпис
Народився 27 березня 1929 року селі Городещині (нині Вишгородський район Київської області, Україна). Протягом 1949—1955 років навчався у Київському художньому інституті, де його педагогами з фаху були Макар Вронський, Олександр Ковальов, Марія Тищенко, Михайло Лисенко, Олексій Олійник. Дипломна робота — скульптура «Пробудження».
Протягом 1956—1991 років працював скульптором у Художьому фонді Української РСР. Мешкав у Києві в будинку на бульварі Лихачова, № 2, квартира № 31 та у будинку на вулиці Курганівській, № 3, квартира № 84.
Помер у Києві 3 серпня 2014 року.

## Творчість
Працював у галузях станкової і монументальної скульптури, монументально-декоративної пластики. Серед робіт:
станкова скульптура
- «Пробудження» (1955, гіпс);
- портрет Героя Соціалістичної Праці Я. А. Трисачова (1957, гіпс; у співавторстві з Павлом Кальницьким);
- рельєф «Ми наш, ми новий світ збудуємо» (1957, гіпс; у співавторстві)[1];
- горельєф «Прометей» (1961; у співавторстві з Іваном Воропаєм, Євгеном Горбанем, Миколою Красотіним);
- «Хрещатик відбудовується» (1980);
- «Футболіст» (1985);
- «Художник Анатолій Пламеницький» (1985);
- «Письменник Василь Большак» (1991);
- «Жіночий портрет» (1993);
- «Скорботна жінка» (1995);
- «Воротар» (2005).

монументальні роботи
- монумент «Навіки разом» на честь 300-річчя возз'єднання України з Росією у Переяславі-Хмельницькому (1961, бронза, граніт; у співавторстві з Василем Вінайкіним, Павлом Кальницьким, архітектор Василь Гнєздилов);
- монумент на братській могилі радянських воїнів та пам'ятний знак на честь воїнів-земляків, загиблих у роки німецько-радянської війни в селі Козубівці (1964, у співавторстві з Паливодою, архітектор Сєдов)[6];
- погруддя Івана Франка у місті Борщеві Тернопільської області (1965);
- меморіальний комплекс «Монумент безсмертя» в Сумах (1967, співавтор скульптор Костянтин Годулян, архітектор Б. І. Бердник)[7];
- пам'ятник 164 воїнам-односельчанам у селі Чорновиці Вінницької області (1967, разом із скульптором Паливодою)[8];
- меморіальна дошка Анатолію Луначарському на будівлі навчального корпусу Київського універституту по бульвару Тараса Шевченка, № 14 (1968, бронза, барельєф; у співавторстві з Василем Вінайкіним)[9];
- пам'ятник радянським громадянам і військовополоненим солдатам і офіцерам Радянської Армії, розстріляним німецькими фашистами на Привокзальній площі у Дарницькому районі Києва (1970, бронза, граніт; у співавторстві з скульптором Василем Вінайкіним, архітектор К. Сидоров).

|                                                           |                       |                                            |                                          |
| монумент на честь 300-річчя возз'єднання України з Росією | погруддя Івана Франка | пам'ятник воїнам-односельчанам у Чорновиці | меморіальна дошка Анатолію Луначарському |

Брав участь у республіканських виставках з 1957 року, всесоюзних — з 1961 року; конкурсах на проєктування пам'ятників з 1955 року.